# 제31회 미국 작가 조합상
제31회 미국 작가 조합상은 1978년 뛰어난 활동을 보인 영화 작가를 기리기 위해 1979년 4월에 열린 시상식이다. [서부]LA, 비벌리힐튼 호텔/[동부]뉴욕, 쉐라톤센터에서 개최되었다.

## 수상 및 후보

### 각본상
- 귀향 - 왈도 설트 수상
- Larry Gelbart 수상

### 각색상
- 천국의 사도 - 일레인 메이 수상
- 미드나잇 익스프레스 - 올리버 스톤 수상

### 월계수상
- 닐 사이먼 수상

### 발렌타인 데이비스 상
- 멜빌 샤벨슨 수상

### 모건 콕스 상
- 조지 시톤 수상